# Пинсян (Гуанси)
Пинся́н (кит. упр. 凭祥, пиньинь Píngxiáng) — городской уезд городского округа Чунцзо Гуанси-Чжуанского автономного района (КНР). Здесь расположен один из главных пограничных переходов между Китаем и Вьетнамом.

## История
Посёлок Пинсян (凭祥镇) был основан в 1385 году во времена империи Мин. В 1404 году он стал инородческим уездом Пинсян (凭祥土县), а в 1482 году — Пинсянской инородческой областью (凭祥土州). Во времена империи Цин в 1910 году Пинсянская инородческая область была преобразована в Пинсянский комиссариат (凭祥厅). После Синьхайской революции в Китае была проведена реформа структуры административного деления, в ходе которой комиссариаты были упразднены, и в 1912 Пинсянский комиссариат был преобразован в уезд Пинсян (凭祥县).
После вхождения этих мест в состав КНР в конце 1949 года был образован Специальный район Лунчжоу (龙州专区), и уезд вошёл в его состав. В 1951 году Специальный район Лунчжоу был переименован в Специальный район Чунцзо (崇左专区), а уезды Нинмин, Минцзян (明江县) и Пинсян были объединены в уезд Чжэньнань (镇南县). В июле 1952 года  уезды Сылэ (思乐县) и Чжэньнань были объединены в уезд Нинмин.
В декабре 1952 года в провинции Гуанси был создан Гуйси-Чжуанский автономный район (桂西壮族自治区), и Специальный район Чунцзо вошёл в его состав. В 1953 году Специальный район Чунцзо был объединён со Специальным районом Биньян (宾阳专区), образовав Специальный район Юннин (邕宁专区), а затем Специальный район Юннин был расформирован, и уезд был подчинён напрямую властям Гуйси-Чжуанского автономного района. 
В июле 1955 года посёлок Пинсян был выделен из уезда Нинмин в отдельную административную единицу уездного уровня, а в 1956 году он получил статус городского уезда.
В 1956 году Гуйси-Чжуанский автономный район был переименован в Гуйси-Чжуанский автономный округ (桂西僮族自治州). В 1957 году был вновь создан Специальный район Юннин. В 1958 году автономный округ был упразднён, а вся провинция Гуанси была преобразована в Гуанси-Чжуанский автономный район. Специальный район Юннин был опять расформирован, и уезд перешёл в состав Специального района Наньнин (南宁专区). В декабре 1958 года уезды Нинмин, Лунцзинь и городской уезд Пинсян были объединены в уезд Мунань (睦南县). В мае 1959 года уезд Мунань был расформирован, и были вновь созданы уезды Нинмин и Лунцзинь; Пинсян оказался в составе уезда Нинмин.
Постановлением Госсовета КНР от 27 мая 1961 года из уезда Нинмин был вновь выделен городской уезд Пинсян.
В 1971 году Специальный район Наньнин был переименован в Округ Наньнин (南宁地区).
Постановлением Госсовета КНР от 23 декабря 2002 года округ Наньнин был расформирован; часть из входивших в его состав административных единиц была передана в состав городского округа Наньнин, а из оставшихся был образован городской округ Чунцзо; городской уезд Пинсян вошёл в состав городского округа Чунцзо.

## Административное деление
Городской уезд делится на 4 посёлка.

## Экономика
Пинсян является логистический узлом «Экономического коридора Китай — Индокитай» (Гуанчжоу — Гуйлинь — Наньнин — Сингапур).
Через автомобильный КПП Юигуань проходит значительная часть внешней торговли Китая с Вьетнамом (импорт фруктов и сырья, экспорт потребительских товаров и промышленного оборудования).

## Транспорт
Важное значение имеют грузовые железнодорожные перевозки по маршруту Вьетнам — Пинсян — Сиань — Казахстан.